# Tribut indigène
Le Tribut indigène (en espagnol : Tributo indígena) était un impôt payé par les indigènes dans les territoires d'outre-mer de l'Empire espagnol (les royaumes des Indes (es)) sur une base annuelle (juin-décembre). Il s'agissait d'une contribution économique des communautés indigènes au gouvernement espagnol, qui devait l'investir dans le maintien des services et de l'infrastructure urbaine de la société politique indienne (es) (car il était basé sur le pacte de vassalité conclu par les Indiens en échange de la protection et du service (es) de la monarchie espagnole). Il était également nécessaire pour la reconnaissance des droits de propriété des Indiens sur leurs terres communales.

« parce qu'il est juste que les Indiens pacifiés et réduits à notre obéissance et à notre vassalité nous servent et nous rendent hommage en reconnaissance de notre seigneurie et de notre service, et qu'ils nous sont redevables en tant que sujets et vassaux »

— Recopilación de leyes de los Reinos de Indias. Livre VI, chap. V., Loi 1.

## Caractéristiques
Il s'agissait d'une contribution que les Indiens (es) devaient verser à leur seigneur (le roi d'Espagne). Il s'agissait à la fois d'une rente économique versée en monnaie (ou en nature) allant à l'État, et d'une reconnaissance juridique des obligations du seigneur (le roi d'Espagne) envers ses vassaux en leur fournissant une protection militaire et en satisfaisant leurs besoins de base. Dans certaines régions, la taxation monétaire pouvait être réduite, voire ne pas être payée en argent, en échange d'une contribution en travail (paiement en nature) à travers les mitas, les travaux, les services pour l'église, etc. (en étant payé pour la production de vêtements, de nourriture, l'extraction de métaux dans les mines, entre autres activités.

« La contribution de ce droit a été établie comme un juste signe et une manifestation de la vassalité due par ces indigènes au souverain et conformément aux dispositions des lois 5, 6, 21, 22, 23, 64 du titre 5, livre 6 des Lois Compilées et des lois 9, 10 et 17 du titre 9, livre B des Lois Compilées »

Les tributaires étaient des hommes indigènes âgés de 18 à 50 ans et en bonne santé (la loi n'obligeait pas les femmes à payer des impôts, mais les veuves proposaient de le faire au nom de leur mari décédé, afin de préserver les biens et propriétés de leur mari). Les próximos (proches) étaient les adolescents et les mineurs, sans compter les enfants. Les reservados (réservés) étaient les Indiens qui n'étaient pas tributaires pour des raisons de service à la communauté ou d'incapacité physique, parmi lesquels se trouvaient : la noblesse indigène (es) (seulement les seigneurs ou caciques), les cabildo de indios, ainsi que les Indiens ayant des fonctions administratives au sein de la vice-royauté ; les Indiens auxiliaires et les membres de l'armée royaliste (es) qui occupaient des rangs élevés ; les Indiens membres du clergé ou qui rendaient un service quelconque à l'Église ; les Capitanes de mita ; et les Indiens en mauvaise santé physique.
D'autre part, en termes de capacité économique et de travail, une autre classification a été faite : ceux qui payaient le plus étaient les Originarios con tierra (c'est-à-dire les Indiens qui possédaient des terres), suivis par les Forasteros sin tierra qui payaient moitié moins (Indiens qui vivaient en louant et/ou en travaillant librement sur les terres communales de certaines seigneuries), suivis des Yanaconas (en) (Indiens serviles sans moyens de production qui étaient employés dans les haciendas), et enfin les Urus (Indiens pauvre, sans propriété) qui payaient environ 2 piastres.
Le montant du tribut indigène était fixé en fonction de la richesse et de la productivité de la région où ils vivaient, ainsi que du type de tribut. Il n'y avait donc pas de valeurs uniformes, mais des taux variables selon les régions et les individus. On calculait à l'avance le montant que les communautés devaient payer en fonction de leur population. Cependant, il y avait des abus dans la collecte des impôts lorsqu'une baisse de la population d'une communauté (épidémies, migrations) n'avait pas été signalée à temps, obligeant les veuves ou les personnes âgées à payer des impôts. Face à cette situation, les vice-royautés envoyaient des visitadores, qui effectuaient des visites périodiques (tous les cinq ans) pour recenser la population et éviter de tels abus. Ils remettaient aux vice-rois des rapports rendant compte des abus afin de proposer des réformes contre la corruption et de faire appliquer des dispositions protégeant les Indiens.

« J'assure à Votre Excellence que j'ai procédé à ce recensement avec l'attention et le soin correspondant à une affaire d'une telle importance, en essayant par tous les moyens d'augmenter le Real Haber, sans que le moindre tort ait été causé aux Indiens pour y parvenir, car comme le montre le rapport, j'ai dispensé avec une équité manifeste les fautes commises par certains caciques, en gardant à l'esprit les ordres répétés de Sa Majesté de tolérer les Indiens et de s'en occuper avec toute la douceur possible. Parce qu'il n'a pas été possible d'utiliser toute la formalité et l'inspection requises en la matière, d'abord en raison du temps écoulé depuis la dernière révision effectuée par ledit docteur Don Simón, et ensuite parce que cette diligence est devenue impraticable en raison de leurs registres et livres de baptêmes et d'enterrements ; parce qu'il n'a pas été possible d'éliminer l'abus et la corruption observés par les Indiens qui changent leurs noms et prénoms lors des confirmations, des mariages et des compadrazgos, ce à quoi, en consultation avec les prêtres, je les ai instruits à plusieurs reprises, les exhortant à suivre les noms qu'ils ont acquis par le baptême et les noms de leurs pères (...) C'est aussi une coutume établie dans cette province que les alcaldes indiens, l'année où ils sont occupés au ministère, ne paient pas de tribut et comme cette coutume est fondée en droit, selon une loi des Lois Compilées des Indes, considérant le contrepoids de la fonction, j'ai trouvé convenable de les exclure du nombre des tributaires. Les Indiens qui, par obligation, entrent au service des tambos pour l'envoi du Chasqui (dans un autre carnet, il est dit : « les Indiens qui vont aux tambos, pour la prompte exécution des Correos... ») n'ont pas non plus été exclus du nombre des tributaires, et si l'on considère les dépenses excessives que ces misérables imposent à l'expédition de cette charge par le grand nombre de chevaux et de bêtes de somme qui meurent à la fin de l'année, par le poids irrégulier et excessif des chargements que le Chasqui conduit, qui manquent rarement d'apporter vingt chargements, et avec cette taxe ils perdent deux ou trois mules à chaque voyage, et les autres pensions auxquelles ils sont soumis, il semble qu'en compensation d'un si grand dommage ils pourraient être exemptés d'impôts pendant l'année où ils sont employés au ministère, de sorte qu'ils pourraient ainsi tolérer d'une certaine manière un joug si lourd ». »

— Manuel Herrera, corrégidor, auteur de la Revisita General y numeración de indios de 1765 au Pérou
En tant que mineurs et Nouveaux chrétiens, ce tribut était le seul impôt que les Indiens devaient payer (en dehors de la dîme à l'Église catholique, à laquelle tous les habitants de l'empire étaient soumis), étant exemptés des impôts payés par les Espagnols (es), dont les membres avaient des obligations fiscales plus importantes. En outre, il était possible de cesser de le payer en échange de la preuve du métissage et du changement de caste (es), bien que théoriquement cela impliquait de payer d'autres impôts beaucoup plus élevés puisqu'ils devaient être inclus dans la catégorie des Espagnols.

## Histoire
En conséquence de la reconnaissance par la couronne de Castille du statut juridique des Indiens en tant que vassaux libres dans les lois de Burgos, ils ont dû se conformer, avec le derecho indiano, à une série d'obligations personnelles envers l'État, de la même manière que tous les sujets (es) de la monarchie. En effet, tous les vassaux devaient payer un impôt à leur seigneur, afin que le gouvernement puisse obtenir des revenus et financer l'entretien de la communauté. Étant donné que les vice-royautés avaient une organisation particulière basée sur des pactes entre les différents ordres, comme c'était le cas entre les communautés indigènes et la Couronne, le tribut garantissait le bon fonctionnement du système vice-royal au niveau institutionnel, ce qui se traduisait par l'entretien des champs, des routes, des ponts, l'exécution des travaux publics et le paiement des fonctionnaires.
Au XVIIe siècle, afin d'augmenter le montant collecté, il a été stipulé que la collecte du tribut devait être étendue aux métis, aux Noirs affranchis et aux Indiens étrangers.
À partir du XVIIIe siècle, des variations ont été apportées aux taux de contribution des indigènes par les réformes bourboniennes, qui visaient à améliorer l'efficacité de la collecte de l'impôt. Ainsi, si une communauté indienne connaissait un meilleur rendement agricole ou une augmentation de sa population, l'assiette du tribut pouvait augmenter. De même, une communauté indienne pouvait demander une réduction du tribut en cas de baisse de production, ou bien pouvait l'obtenir en gage de sa loyauté à la monarchie.
Au début du XIXe siècle, le libéralisme espagnol (es) et les Cortes de Cadix décident, avec la constitution espagnole de 1812 de décréter l'abolition du prélèvement seigneurial au nom de l'égalité devant la loi, afin que les Indiens aient les mêmes droits que les Espagnols et ne subissent pas d'injustice en tant que personnes mineures. Cette décision fait suite aux arguments exposés par les députés des colonies américaines, arguant que le tribut constituait un prélèvement abusif des ressources des indigènes. Cependant, les libéraux, motivés par des considérations idéalistes et égalitaires n'avaient pas réalisé qu'il s'agissait du principal revenu fiscal des vice-royautés (les plus touchées étant le Pérou, la Quito (es) et le Guatemala). Cela mis en péril le fonctionnement des institutions coloniales, et tous les Indiens n'étaient pas prêts à devoir s'acquitter des mêmes impôts que les Espagnols (ils étaient auparavant exemptés du paiement du Quinto real et de l'alcabala, payés par les Créoles). Cela a généré un mécontentement général, les communautés indigènes souhaitant continuer à s'acquitter du tribut, tandis que les vice-royautés tentaient d'imposer une « contribution volontaire » pour atténuer le déficit jusqu'à la Restauration absolutiste.

### Vice-royauté du Pérou
Au sein de la vice-royauté du Pérou, le tribut indigène commença à être régularisé sous la direction de Francisco de Toledo, qui chercha à centraliser le tribut en consolidant la bureaucratie métropolitaine de la Couronne de Castille, pour ensuite fixer des taux différents en fonction des capacités économiques des Indiens et des particularismes (es) de leurs communautés. Auparavant, le régime fiscal (durant les premières années de la conquête de l'Empire inca) était totalement arbitraire et soumis à la volonté de l'encomendero, qui les collectait pour son encomienda, un système féodal décentralisé. Entre-temps, la monarchie hispanique a voulu mettre en œuvre les lois des Indes pour mettre fin aux abus de l'exploitation des Indiens, car on dénonçait le fait que les impôts dépendaient plus des besoins du seigneur que de la communauté, et aussi parce que l'État voulait collecter les revenus des encomenderos afin de les administrer de manière plus rationnelle. Les encomenderos ont protesté lorsque le paiement en monnaie plutôt qu'en nature a été imposé, en prétendant que la vente des produits des Indiens rapportait davantage, et que les Indiens avaient intérêt à vendre leur surplus. Cependant, les réformes de Toledo (es) ont été imposées afin d'améliorer les conditions de travail (elles ont d'abord été critiquées pour avoir imposé des redevances très élevées, ce qui a conduit un nombre important de communautés rurales à pratiquer l'absentéisme dans le système colonial). Il y eut également des plaintes de la part des nobles incas (es) parce qu'ils étaient initialement obligés de payer le tribut de la même manière que les yanaconas (en) et les hatunrunas (es), ce qui les obligea à faire appel devant les tribunaux jusqu'à ce qu'ils en soient exemptés. Une partie de la somme (environ 470 000 pesos) était destinée à l'Espagne et la plus grande partie (environ 780 000 pesos) était déposée dans le Trésor royal à Lima, afin que le capital collecté puisse être redistribué à toutes les dépendances vice-royales, étant investi dans la réalisation de travaux publics (écoles, hospitales de indios, routes, ponts, etc.), l'entretien des terres du Pueblo de indios et le paiement des fonctionnaires de l'État.

« Jusqu'aux réformes de Toledo, il existait un système mixte de tribut. Certains repartimientos continuaient à être soumis au système de l'encomienda et d'autres étaient incorporés à la Couronne. Il en résulta une grande instabilité ; les encomenderos continuèrent à abuser du système, à imposer des taxes excessives, et il y eut des contradictions entre les autorités royales, qui cherchaient à réduire le tribut, et les encomenderos, qui prônaient une augmentation du tribut. En 1570, avec l'arrivée du vice-roi Toledo au Pérou, une politique définitive est mise en place en ce qui concerne le système fiscal.
Les réformes de Toledo sont le résultat de sa visite générale de la vice-royauté, qui a débuté en 1570. L'objectif principal de cette visite était d'établir la « réduction des taux généraux pour les Indiens du Pérou ». Ces impôts devaient être exigés selon des critères uniformes, tout en tenant compte des particularités de chaque région, notamment en termes de richesse et de production. »

— Fernando Cajías de la Vega
Au cours du XVIIIe siècle, des protestations et rébellions (es) ont cours au sein de la vice-royauté du Pérou, et il n'est pas rare d'y entendre le slogan « Vive le roi, mort au mauvais gouvernement (es) ». Les Indiens commencent à exiger une réduction du tribut indigène et la mise à l'écart du « mauvais gouvernement » qu'ils accusent de perturber l'application correcte du pacte colonial contracté avec le roi d'Espagne par des demandes abusives. Cependant, même les rébellions les plus radicales (comme celle de Túpac Amaru II ayant des projets séparatistes) n'ont pas osé proposer l'abolition de cet impôt. En effet, les élites intellectuelles (comme Túpac Amaru II lui-même, qui a utilisé la question du tribut comme une simple ressource politique pour obtenir facilement le soutien des communautés indigènes), qui connaissaient le fonctionnement de l'économie vice-royale, savaient qu'en pratique son abolition était préjudiciable, non seulement pour l'État, mais aussi pour les communautés indigènes. De plus, la mise en œuvre d'une politique fiscale abolitionniste n'aurait pas donné un résultat homogène dans le sud et le nord du Pérou. Le sud était très pauvre, avec une répartition de la richesse très inégalitaire et une corruption profondément enracinée ainsi qu'une atmosphère de tension constante entre les différents groupes ethniques. Le nord au contraire était plus prospère et stable, et avait une loyauté plus affirmée envers la Couronne d'Espagne. L'abolition du tribut aurait pu entraîner une nouvelle de série de conflits entre les différents groupes socio-économiques,.

« Túpac Amaru a proposé d'abolir les « repartos et autres impôts » dans la province de Lampa, mais n'a pas mentionné le tribut indigène. Cette omission provoque des protestations de la part de la population, qui estime que « si les Indiens étaient encore accablés par le tribut, il vaudrait mieux le payer au roi d'Espagne ». »

— Scarlett O'Phelan (es), 2012
Les effets d'une tentative d'abolition du tribut indigène seront visibles lors des réformes libérales (es) des Cortes de Cadix et de la Constitution espagnole de 1812, puisque la Junta Suprema Central, influencée par des indigènes libéraux (plus influencés par les idées des Lumières que par l'expérience gouvernementale), ordonne l'abolition du tribut, ignorant les arguments du Trésor royal du Pérou et du vice-roi José Fernando de Abascal, qui, afin d'atténuer la crise fiscale, tente de remplacer le tribut indigène par une « contribution volontaire provisoire » (proposition faite aux Indiens de conserver le même régime fiscal qu'auparavant, tout en bénéficiant de l'égalité devant la loi), puis la « donation ordinaire » (avec un certain soutien de la noblesse indigène (es)), ainsi qu'en augmentant les taxes sur le commerce extérieur ou le tabac. Si les communautés religieuses ont accueilli favorablement ces réformes et ont même poussé les autorités locales à les mettre en œuvre, elles ont fini par en subir des conséquences terribles. En effet, les Indiens avaient été habitués pendant des siècles à une dynamique socio-économique dans laquelle le gouvernement avait la responsabilité de répondre à tous les besoins de leur communauté. Sans le revenu du tribut dans les comptes des institutions, celles-ci avaient plus de mal à fonctionner. Pour pallier ce manque, les Indiens commençaient à souffrir de nouvelles taxes et contributions (justifiées par le discours de l'égalité devant la loi et par le fait que les Indiens avaient désormais les mêmes devoirs civiques que les Espagnols, au lieu de l'inégalité juridique de la république des Indiens qui protégeait leurs traditions politiques), de sorte que, dans de nombreux cas, les Indiens devaient payer des services qui étaient auparavant gratuits. Cette situation était justifiée par l'individualisme libéral ainsi qu'un discours selon lequel ce nouveau statut permettrait de développer chez les Indiens une mentalité de « citoyen » qui les rendrait conscients de leurs droits civils et politiques, afin qu'ils ne soient plus entretenus par l'État et le Protectoría de indios (en) qui leur imposaient une mentalité « servile » empêchant le développement d'une bourgeoisie en mesure d'investir. Cette situation provoqua la colère des communautés rurales, qui souhaitaient renoncer à ces nouveaux devoirs politiques. Ce mécontentement fut exploité par l'Armée royale du Pérou (es) pour les rallier à la cause de la contre-révolution, un phénomène similaire à ce qui se passait dans la paysannerie réactionnaire espagnole rejoignant les Partidas realistas. Tout cela les a conduits à exiger la restitution du tribut indigène, bien qu'avec un montant annuel nettement inférieur, mais en rétablissant l'ancienne protection dont ils bénéficiaient en tant que vassaux,,.

« Avant que la réunion des Cortes nous ait exemptés du tribut, un impôt fixe réglait le paiement du droit paroissial, qui, à cette occasion, ou en prenant cette raison, restait arbitraire, et nous étions exposés au paiement de cent pesos au lieu de six. Cette citoyenneté néfaste (espagnole) a déjà pris fin avec l'arrivée de notre souverain sur le trône, nous sommes réduits à l'ancienne classe des tributaires ; car avec la cessation de la cause de l'augmentation des impôts, ceux-ci doivent cesser et revenir à la quote-part qu'ils avaient auparavant »

— I. Catacaos, 1819

## Tributs similaires aux époques républicaines
Après les guerres d'indépendance hispano-américaines, plusieurs républiques ont maintenu le tribut indigène sous d'autres noms, pendant une grande partie du XIXe siècle. En effet, les recettes fiscales provenant du tribut étaient nécessaires pour financer les gouvernements indépendants, bien que certains, comme la Nouvelle-Grenade, le Río de la Plata et le Chili n'étaient pas dépendants de ces recettes. Cela a fini par provoquer des soulèvements indigènes, à la fois pour et contre le tribut indigène, selon qu'il bénéficiait ou non à certaines communautés paysannes. D'une part, on s'opposait au fait de devoir payer des charges fiscales susceptibles de nuire à l'économie locale, mais d'autre part, cela permettait d'éviter d'avoir d'autres obligations fiscales vis-à-vis de l'État et de continuer à reconnaître leurs droits civils et politiques sur leurs terres.
Au Pérou, après avoir perdu la guerre du Pacifique, le tribut indigène, le servage et la mita sont rétablis, tandis que l'armée nationale réprime les Indiens qui se rebellent (environ 1 000 Indiens sont massacrés). Plus tard, après la guerre civile péruvienne de 1884-1885 (es), Andrés Avelino Cáceres abolit le tribut indigène, mais institue un système similaire appelé « contribution personnelle », essentiel à son gouvernement,.

« D'un montant de 2 soles par an pour les hauts-plateaux et de 4 soles par an pour la côte, la contribution personnelle a commencé à être prélevée en 1887 sur tous les hommes âgés de 21 à 60 ans en deux versements semestriels, ceux de San Juan et de Noël, conservant ainsi la nomenclature et la norme issues de l'époque coloniale. Cet impôt, comme l'impôt sur le salaire journalier de Pardo, devait être payé par tous les secteurs raciaux. La durée de l'impôt a été portée à quarante ans (contre trente-trois ans auparavant). Cáceres avait prévu la collecte d'environ un million de soles. Comme l'ensemble des budgets départementaux s'élevait à deux millions de soles, il était clair que le succès du programme de décentralisation de Cáceres était lié au succès de la contribution personnelle. »

— Cahill, 2008

## Évaluation historiographique
Dans l'historiographie de l'Amérique coloniale espagnole, les historiens et sociologues ont proposé différentes lectures du tribut indigène afin d'en extraire les jugements de valeur sur ses effets parmi les communautés indiennes. Certains auteurs, comme Eric Wolf, sont favorables à la thèse agrariste d'Alexandre Chayanov, interprétant le tribut dans les communautés rurales (comme les communautés indigènes d'Amérique et des Philippines) comme un mécanisme visant à les obliger à créer un surplus économique (qui étaient fondamentalement des unités domestiques autosuffisantes). C'est pourquoi selon lui il n'a pas provoqué de rébellions anticoloniales tant que l'étatisme ne perturbait pas l'intérêt commun. Les communautés étaient soumises à la classe aristocratique - féodale à l'époque coloniale - puis de la classe bourgeoise - capitaliste à l'époque républicaine, dans le cadre de la lutte des classes exposée par le matérialisme historique. D'autres auteurs comme Carlos Sempat Assadourian (es) estiment que le tribut implquait en fait des stratégies politiques organisées de circuits économiques pour allouer de manière coercitive l'énergie des paysans aux unités économiques dominées par les groupes dominants dans les zones urbaine, d'une manière corporatiste, dans laquelle les différentes classes économiques coopéraient avec la monarchie espagnole (garante de la protection des corporations coloniales dans l'Ancien Régime). Par conséquent, les mutations successives du tribut indigène dans le contexte américain ne doivent pas être comprises avec la méthodologie marxiste de la lutte des classes comme moteur de l'Histoire, ni ses conclusions sur l'Europe pré-capitaliste. Par ailleurs, certains auteurs comme E. P. Thompson, James C. Scott, John Murra, Tristan Platt, Erick Detlef Langer, etc., considèrent que le tribut et la persistance de son existence (non seulement par les classes dominantes à mentalité seigneuriale, mais aussi par les communautés indiennes traditionalistes (es)), sont l'expression d'un pacte implicite qui existe entre l'État et les paysans indiens. Cette conception éthique du tribut n'a pas été effacée dans la mentalité rurale et indigène après les indépendances.
Malgré les différents débats dans la sphère académique, le problème du manque de preuves (ou même de l'interprétation déformée des preuves en raison de préjugés idéologiques) a également été dénoncé par certains chercheurs axés sur l'ethnohistoire, lesquels tentent de construire un récit plus proche de celui des « vaincus », en supposant que le problème indien a perpétué une lutte constante entre indigénistes et nationalistes contre une oligarchie victorieuse représentée académiquement par les « colonialistes » hispanistes. Ces chercheurs (pour la plupart issus de la gauche décoloniale et postmoderne), au lieu de développer un récit sur le tribut indigène conforme aux faits, ne feraient, comme le décrit l'historien et anthropologue Heraclio Bonilla (es) « un remplacement ; une élaboration académique qui traduit plutôt la vision ou l'illusion des auteurs que la réalité elle-même », et perpétuerait les clichés de la légende noire espagnole plutôt que de comprendre correctement le phénomène.

« Pour avancer dans la compréhension de ce problème, il faudrait donc un effort plus rigoureux de quantification du poids de l'extraction fiscale dans l'économie de la famille paysanne afin d'avoir une démarcation très claire de sa supportabilité. C'est-à-dire faire un effort similaire à celui tenté par Jürgen Golte (1980) dans l'analyse de la signification de la distribution des biens dans le contexte de la rébellion de Tupac Amaru, et aussi rechercher le témoignage le plus explicite des hypothèses de ce pacte tant de la part des agents de l'État que des paysans. »

— Heraclio Bonilla